# Blecket
Blecket är en småort i Rättviks socken i Rättviks kommun i Dalarnas län.